# Olivier Dacourt
Olivier Nicolás André Dacourt, född 25 september 1974 i Montreuil, är en fransk före detta fotbollsspelare, mittfältare.
Dacourt har spelat i bland annat Everton, Roma och Inter och har dessutom spelat 21 landskamper för Frankrike. Han har bland annat spelat för Frankrike under EM 2004.